# Bianca Krijgsman
 (janvier 2019).
Si vous disposez d'ouvrages ou d'articles de référence ou si vous connaissez des sites web de qualité traitant du thème abordé ici, merci de compléter l'article en donnant les références utiles à sa vérifiabilité et en les liant à la section « Notes et références ».
 Bianca Krijgsman, née le 3 octobre 1968 à Oudesluis, est une actrice et artiste de cabaret néerlandaise.

## Filmographie

### Cinéma
- 2001 : Minoes : Roddeltante
- 2007 : Alles is liefde : L'employé Bijenkorf
- 2011 : Dolfje Weerwolfje (nl) : La professeur de Timmie
- 2013 : De Nieuwe Wereld (nl) : Mirte
- 2014 : Pim & Pom: Het Grote Avontuur (nl) : Sjaantje
- 2017 : Roodkapje: Een Modern Sprookje (nl) : Mère de Suus
- 2019 : Kapsalon Romy de Mischa Kamp

### Téléfilms
- 1992 : Goede tijden, slechte tijden : Carola Vermeer, la secrétaire de Martine Hafkamp
- 1998 : Toen was geluk heel gewoon (nl) : La professeur de danse, Sonja van der Burg
- 1998-2003 : Zaai (nl) : Ingrid Mastenbreurtje
- 2006-2007 : 't Schaep met de 5 pooten (nl) : Greet van Duivenbode
- 2009 : 't Vrije Schaep (nl) : Greet van Duivenbode
- 2010-2011 : 't Spaanse Schaep (nl) : Greet van Duivenbode
- 2010 : De Troon (nl) : Wilhelmina van Pruisen
- 2013 : 't Schaep in Mokum (nl) : Greet van Duivenbode
- 2013 : Het Sinterklaasjournaal (nl) : Mme De Vries
- 2014 : Flikken Maastricht : Natascha Caluwe
- 2015 : 't Schaep Ahoy (nl) : Greet van Duivenbode
- 2016 : Als de dijken breken (nl) : Madelief Wienesse
- 2017 : B.A.B.S. (nl) : Anneke Bol
- 2018 : De Luizenmoeder (nl) : Nancy
- 2019 : Judas (nl) : Stien Leipoldt